# Schmale Straße 21 (Quedlinburg)

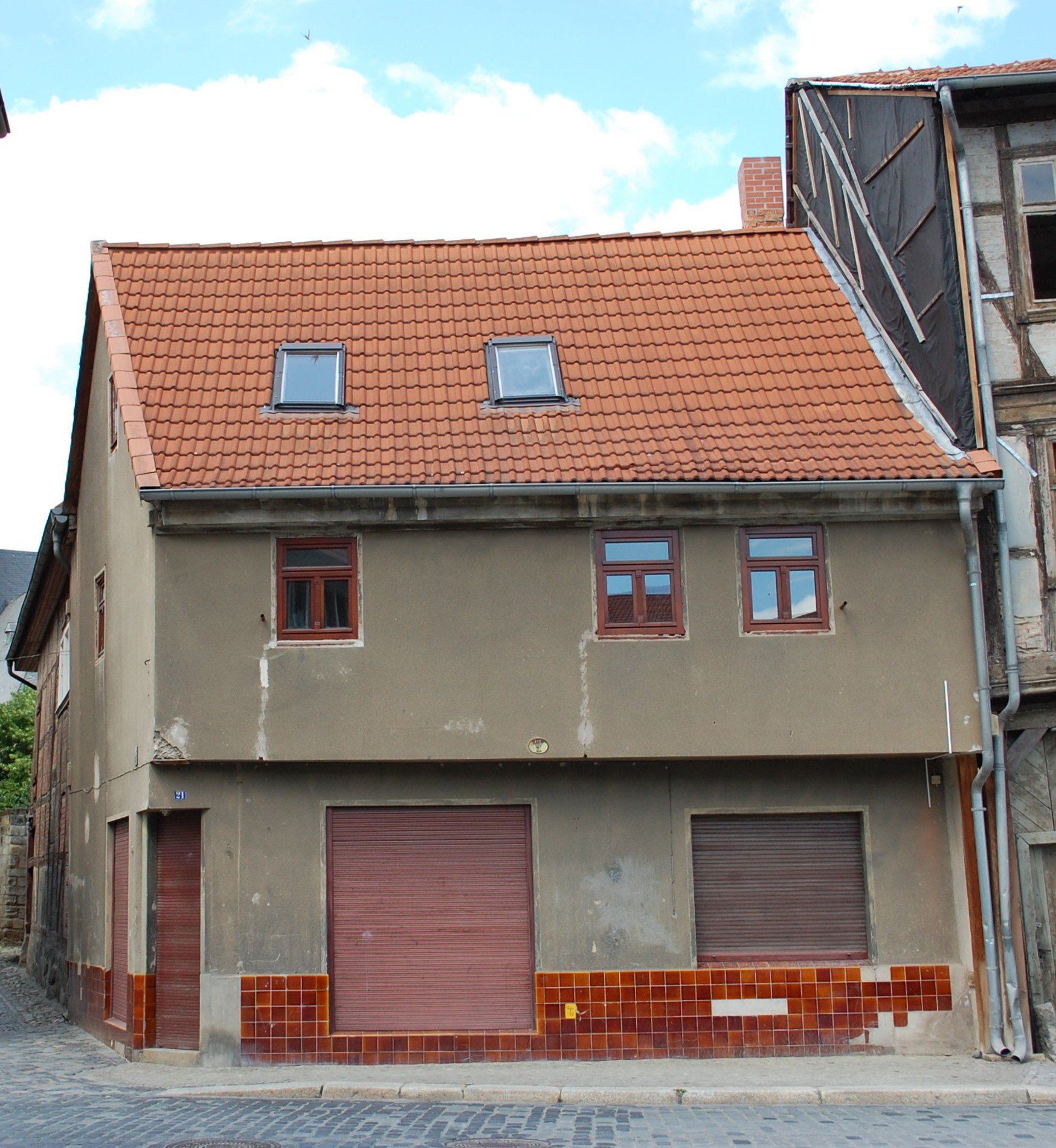
Haus Schmale Straße 21

Das Haus Schmale Straße 21 ist ein denkmalgeschütztes Wohnhaus in der Stadt Quedlinburg in Sachsen-Anhalt.

## Lage
Das Gebäude befindet sich nördlich des Marktplatzes in der historischen Altstadt Quedlinburgs. Das auf der Westseite der Schmalen Straße gelegene Haus befindet sich an der nordwestlichen Ecke zur Einmündung der Straße Aegidiikirchhof. Es gehört zum UNESCO-Weltkulturerbe und ist im Quedlinburger Denkmalverzeichnis eingetragen.
Nördlich grenzt das gleichfalls denkmalgeschützte Haus Schmale Straße 22 an.

## Architektur und Geschichte
Das in Fachwerkbauweise errichtete Wohnhaus entstand im 17. Jahrhundert, wurde jedoch später in seinem Erscheinungsbild durch Umbauten verändert. Das Anwesen stellt eine große Hofanlage dar. Zu dieser gehört auch ein gleichfalls als Fachwerkbau errichteter Wirtschaftsflügel. Dieser Flügel entstand in gleicher Zeit und gehört zu den wenigen erhaltenen Bauten dieser Art aus diesem Zeitraum. Am Fachwerk finden sich Überblattungen. Darüber hinaus wird für das Gebäude der Einsatz der Zierform der Fächerrosette angegeben.